# Delphine Galou
 (août 2019).
Delphine Galou, née en 1977 à Paris, est une contralto française. 

## Biographie
Delphine Galou a étudié la philosophie à la Sorbonne, ainsi que le chant et le piano. Sa carrière de chanteuse a débuté en 2000 au sein des Jeunes Voix du Rhin, centre de formation lyrique de l'Opéra national du Rhin. Elle se spécialise ensuite dans la musique ancienne, se produisant dans des concerts, notamment dans des opéras baroques et classiques. Elle a chanté des œuvres de Haendel, Vivaldi, Steffani, Monteverdi, Gluck et Bach sur de nombreuses scènes européennes. 
Elle est mariée au chef d'orchestre italien Ottavio Dantone et a une fille[réf. nécessaire]. 

## Discographie (sélection)
- Gioachino Rossini : Petite messe solennelle, Orchestre de chambre de Paris sous la direction d'Ottavio Dantone, avec Ioulia Lejneva, Michael Spyres, Alexander Vinogradov, Naïve, 2014.
- Jean-Sébastien Bach : Johannes-Passion, Les Musiciens du Louvre sous la direction de Marc Minkowski, Warner, 2017.
- Agitata, Académie Bizantina, sous la direction d'Ottavio Dantone, Alpha Classics, 2017.
- George Frederick Handel : Serse, Cantica Symphonia et Il pomo d'oro sous la direction de Maxim Emelyanychev, Deutsch Grammophon, 2018.